# Płock
Płock (en yidis: פּלאָצק‎/Plotsk) es una ciudad en la zona central de Polonia, se encuentra asentada a orillas del río Vístula. Posee una población de 126.000 habitantes (2009). Desde 1999 se encuentra en el voivodato de Mazovia, previamente (1975-1998) fue capital del voivodato de Płock. Actualmente es capital de un powiat (distrito) en el extremo oeste del voivodato de Mazovia.

## Historia

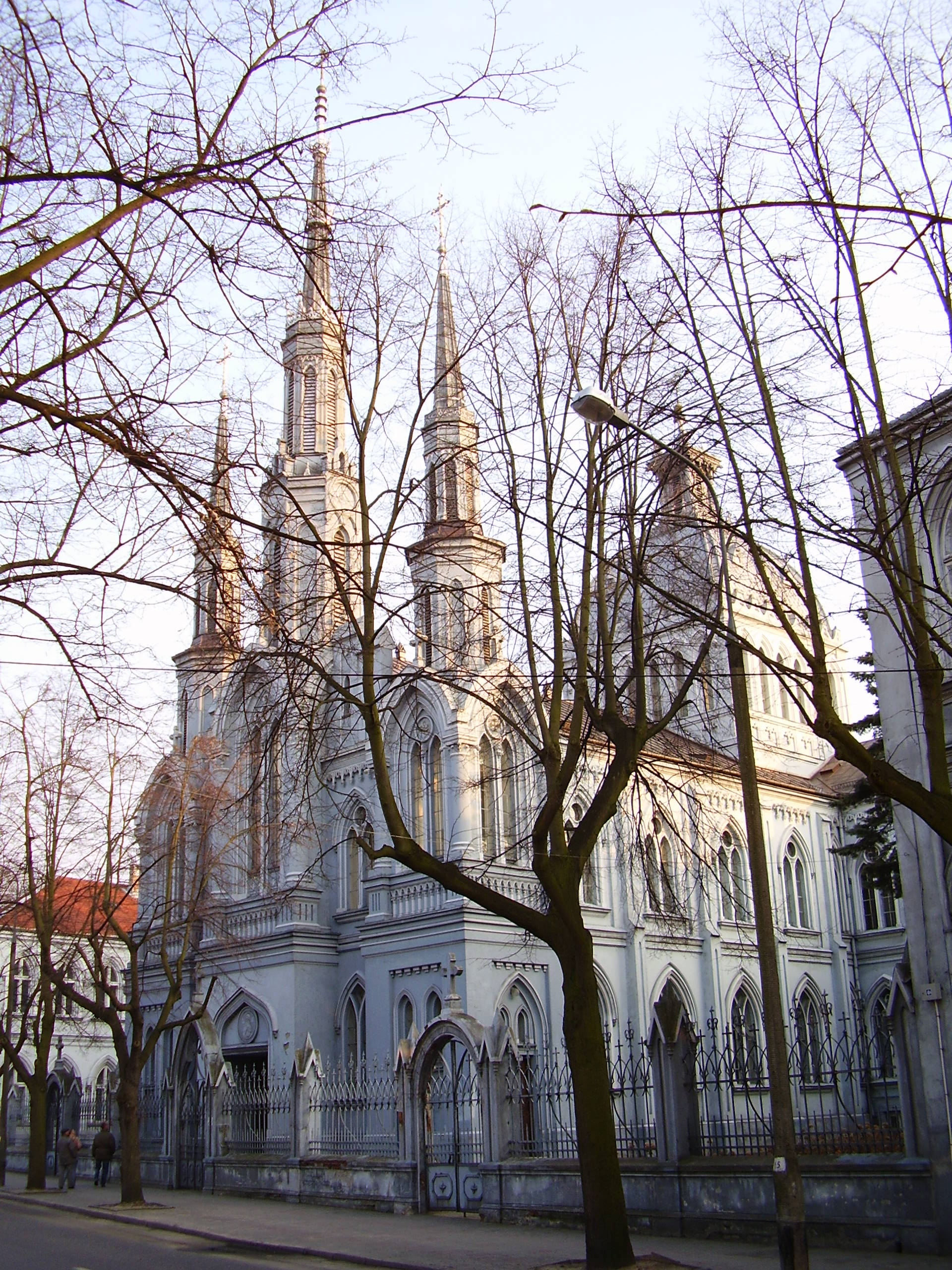
"Templo de la Piedad y la Caridad", sede principal de la Iglesia Mariavita.

Plock es una de las ciudades más antiguas de Polonia y Mazovia. Excavaciones arqueológicas han permitido confirmar que mucho antes de la adopción del cristianismo por parte de Polonia en el año 966, Płock había sido un importante centro de culto para las tribus eslavas paganas. En el siglo XI, Płock es la sede de un gobernador provincial. En 1009, los benedictinos se establecen allí y en 1075 la ciudad se convirtió en la sede de un obispado. En 1037, Miecław, ex mayordomo de Miecislao II, se proclamó duque de Mazowsze y convirtió a Płock en su capital antes de ser derrotado por Casimiro I el Restaurador en 1047. 
Płock fue la capital de Polonia de 1079 a 1138, durante los reinados de Vladislao I Herman y Boleslao III el Bocatorcida, reyes de Polonia, que fueron enterrados en la catedral románica de la ciudad, construida entre 1130 y 1144 por iniciativa del obispo Alexandre de  Malonne. En 1138, Polonia se divide en varios ducados y Plock se convierte en la capital de Mazovia.
En 1237, la ciudad recibe los privilegios de las zonas urbanas de parte de Conrado I de Mazovia, lo que impulsa su desarrollo económico. La ciudad es devastada en varias ocasiones durante el siglo XIII por tribus paganas provenientes del este. En 1325, la ciudad fue incendiada por el rey Ladislao el Breve para castigar a los mazovia por haber pactado una alianza con los teutones. Desde 1351 hasta 1370, Płock reconoce la soberanía de Casimiro III el Grande. Casimiro restaura la ciudad, la dota de una fortaleza y construye un castillo gótico. En 1361, amplió los privilegios de la ciudad, otorgándole el derecho de Magdeburgo. Después de su muerte, el Piast Masoviano recupera el control de Płock hasta 1495, cuando Płock se incorpora al Reino de Polonia. En el siglo XVI, Płock es la segunda ciudad más grande de Polonia después de Cracovia.
La ciudad fue punto de cruce de varias rutas comerciales que se dirigían a Gdansk, situado aguas abajo, lo cual ha contribuido a la prosperidad de la ciudad. A finales del siglo XVI, comienza su decadencia, debido a la competencia con Varsovia, que se encuentra en las cercanías y que se ha convertido en la nueva capital de Polonia. En el siglo XVII, la guerra con Suecia asesta un golpe fatal a la ciudad, que resulta destruida. En 1661, solo quedan 40 casas a salvo de ser capturadas por los invasores. Mientras la ciudad intenta recuperarse, es destruida otra vez por los suecos en el siglo XVIII.
En 1793, Płock se incorpora a Prusia (Segunda partición de Polonia). En 1807, se convirtió en jefatura del departamento del Gran Ducado de Varsovia creado por Napoleón. Después de la desaparición del Ducado, se convirtió en la capital de un reino en el Voivodato del Congreso. Posteriormente es incorporada al Imperio Ruso.
En septiembre de 1939, el poblado es ocupado por Alemania, siendo liberado por el Ejército Rojo el 21 de septiembre de 1945.

### Judíos
La presencia judía en Płock se remonta a varios siglos, probablemente al año 1400. En 1938, casi el 25% de la población era judía, de forma tal que era una de las ciudades de Polonia con mayor proporción de judíos. Fueron aniquilados en el Holocausto.

### Mariavitas
En Płock se encuentra la sede principal de los obispos Mariavitas. Su iglesia más importante fue construida a comienzos del siglo XX, la misma se denomina Templo de la Piedad y la Caridad y se encuentra ubicada en una colina rodeada de jardines en proximidades del centro histórico de Płock, a orillas del río Vístula.

## Economía
Płock es el centro de una región industrial y agrícola. Hay varias refinerías de petróleo y plantas petroquímicas en la región. La compañía Petrochemia Plock SA (desde el 19 de mayo de 1999, PKN Orlen, el mayor grupo de Europa Central) procesa el 75% del petróleo importado por Polonia. En Płock tiene su sede la empresa operadora del gasoducto Przyjazn (Amistad), una de las principales rutas del petróleo ruso a Europa. La empresa textil Levi Strauss & Co. se ha expandido recientemente en Płock, con una importante fábrica. En la región también existen varias empresas de procesamiento de alimentos.

## Galería

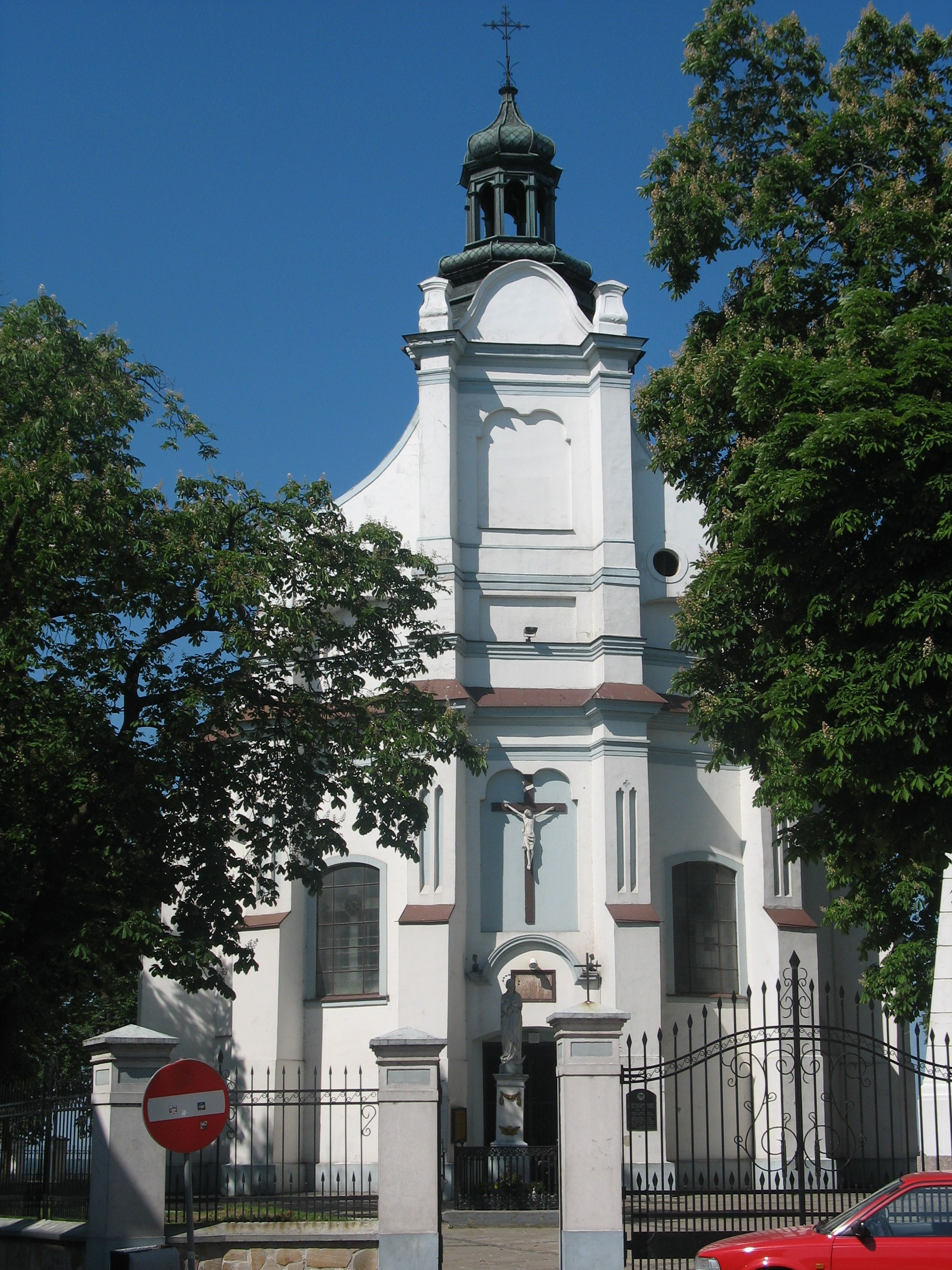
Iglesia de San Bartolomé
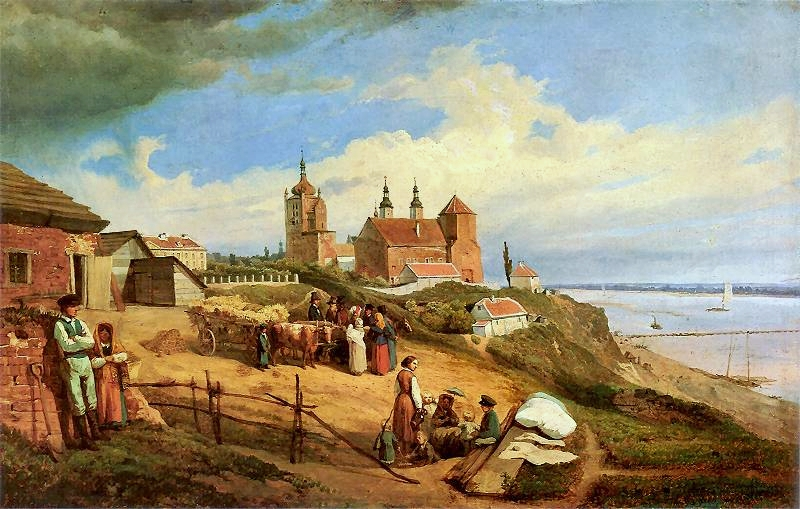
Vista de Plock en 1852 (Wojciech Gerson)
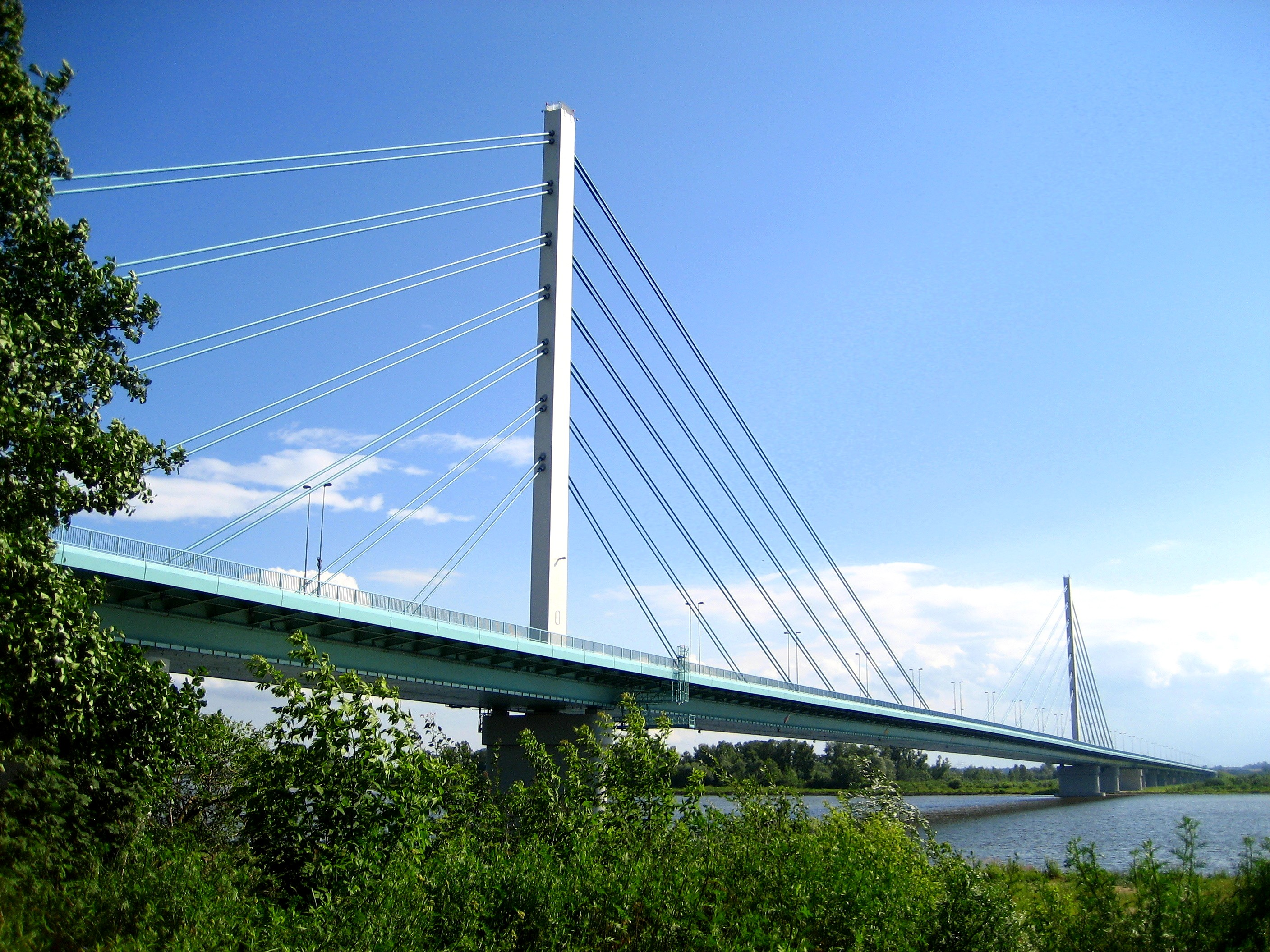
Puente Solidaridad
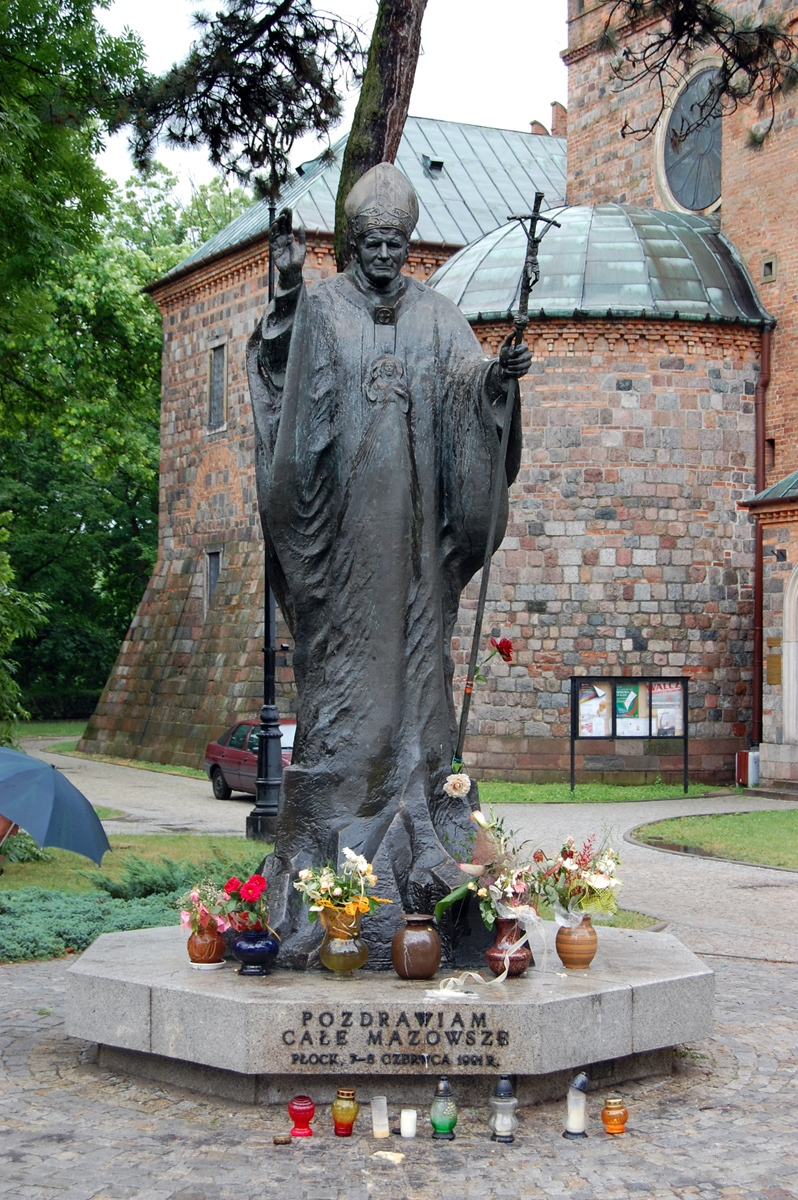
Monumento al Papa Juan Pablo II

## Ciudades hermanadas
Płock está hermanada con las siguientes ciudades:
| - Loznica (desde 1972); - Darmstadt (desde 1988); - Fort Wayne (desde 1990); - Mažeikiai (desde 1994); - Navapolatsk (desde 1996); - Forlì (desde 1998); | - Auxerre (desde 2000); - Bălți (desde 2000); - Thurrock (desde 2004); - Mytishchi (desde 2006); - Zhytomyr (desde 2013); |